# Nathan's Famous
Nathan's Famous (NASDAQ: NATH) es una compañía norteamericana que posee restaurantes de comida rápida. La compañía se ha especializado desde comienzos del siglo XX en la venta de hot dogs, siendo una de las primeras en hacerlo. El restaurante original se ubica entre la esquina de las avenidas de Surf y Stillwell en Coney Island en Nueva York borough de Brooklyn.

## Historia
Nathan's empezó como un stand de venta de perritos calientes en Coney Island en el año 1916 y lleva el nombre de su fundador Nathan Handwerker. Handwerker, fue un empleado del stand de Charles Feltman. Nathan fue convencido por Eddie Cantor y Jimmy Durante que hiciese su propio negocio: lo que le puso en competición con su antiguo jefe. Handwerker puso su stand a pocos metros de Feltman. No obstante el stand de Nathan tuvo novedades como instalar una sirenas que sonaban como un coche de bomberos. Hizo que sus empleados se vistieran como doctores para que dieran la idea al público de comer una salchicha era algo sano.
A pesar de su éxito y popularidad la crisis de abastecimiento de carne ocurrida durante la Segunda Guerra Mundial en el territorio de Estados Unidos le afectó hasta el punto de cerrar muchos establecimientos. A pesar de ello la cadena creció durante la década de los ochenta llegando a publicar diversos «hot dog cookbook» (libros de cocina de perritos calientes). Cada año, desde 2005, se abre una competición por comer perritos calientes denominada Nathan's Hot Dog Eating Contest que llega a televisarse en el show The Big Eat.